# Herzogtum Bayern

Wappen des Herzogtums Bayern

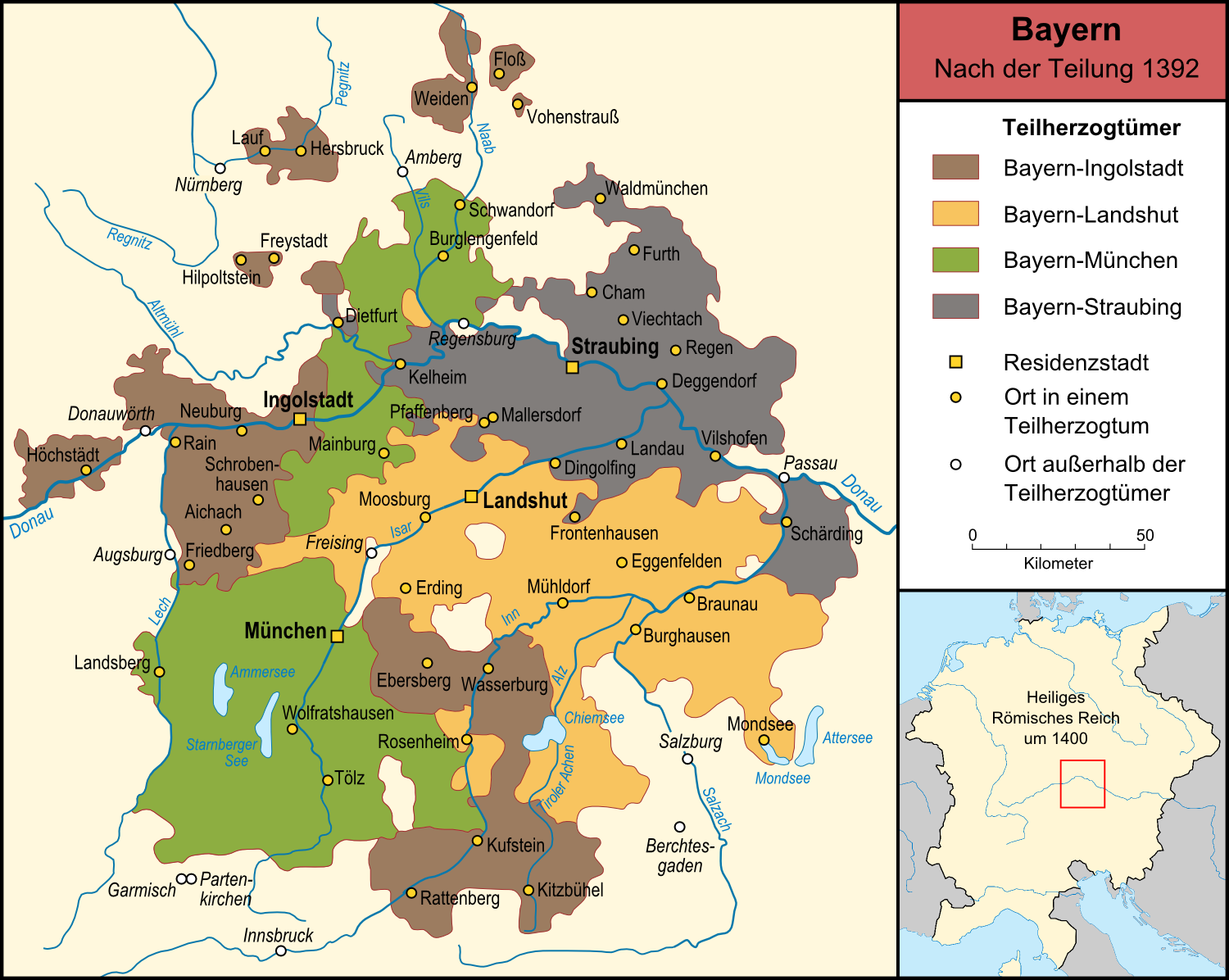
Bayern bei der Teilung 1392

Das Herzogtum Bayern war ein Herzogtum innerhalb des Heiligen Römischen Reiches, das als Territorialherzogtum im Wesentlichen im Südosten des heutigen Freistaats Bayern lag, aber auch das heute zu Österreich gehörende Innviertel und Tiroler Unterland umfasste. Hauptstadt und Residenz war München sowie zur Zeit der Teilherzogtümer auch Landshut, Ingolstadt und Straubing.
Vorläufer war das bairische Stammesherzogtum. Ab 1180 stellte die Dynastie der Wittelsbacher die Herrscher Bayerns, wobei es vom 12. bis 15. Jahrhundert zu mehreren Landesteilungen kam, die erst durch das Primogeniturgesetz von 1506 ein Ende fanden. In der Gegenreformation nahm Bayern eine führende Stellung ein und ging aus dem Dreißigjährigen Krieg mit Gebietsgewinnen hervor. 1623 erfolgte der Aufstieg Bayerns zum Kurfürstentum. Seit dieser Erlangung der Kurwürde für die Herzöge von Bayern im Jahr 1623 bis zum Erlöschen der bayerischen Kurwürde 1806 wird daher vom Kurfürstentum Bayern gesprochen, auch wenn das Herzogtum de jure weiterbestand.

## Geschichte

### Vorgeschichte
Vorläufer des Territorialherzogtums Bayern war das bairische Stammesherzogtum, das sich bis in die Jahre 551/555 zurückverfolgen lässt. 976 wurde ein neu geschaffenes Herzogtum Kärnten von Baiern abgetrennt. 1154 wurde das Herzogtum den Welfen unter Heinrich dem Löwen zurückgegeben, nachdem es jedoch zuvor um die Marcha Orientalis verkleinert worden war, aus der sich später Österreich entwickeln sollte. 1180 endete mit der Verbannung Heinrichs des Löwen und der Abtrennung der Steiermark als eigenes Herzogtum das „jüngere bairische Stammesherzogtum“.

### Bayerns Anfänge als Territorialstaat

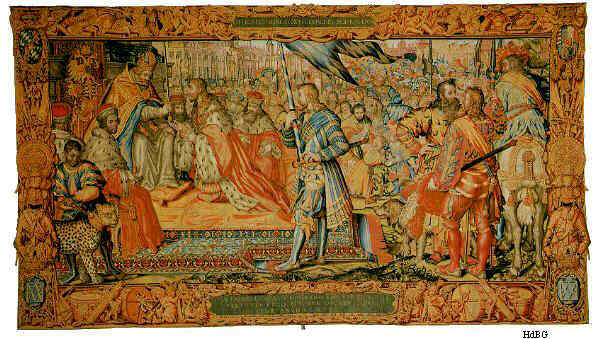
Kaiser Friedrich Barbarossa belehnt 1180 Pfalzgraf Otto von Wittelsbach mit dem Herzogtum Bayern. Der Teppich von etwa 1610 befindet sich in der Münchner Residenz.

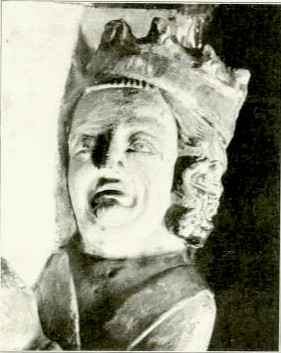
Kaiser Ludwig IV., Lorenzkirche, Alter Hof, fotografiert 1909

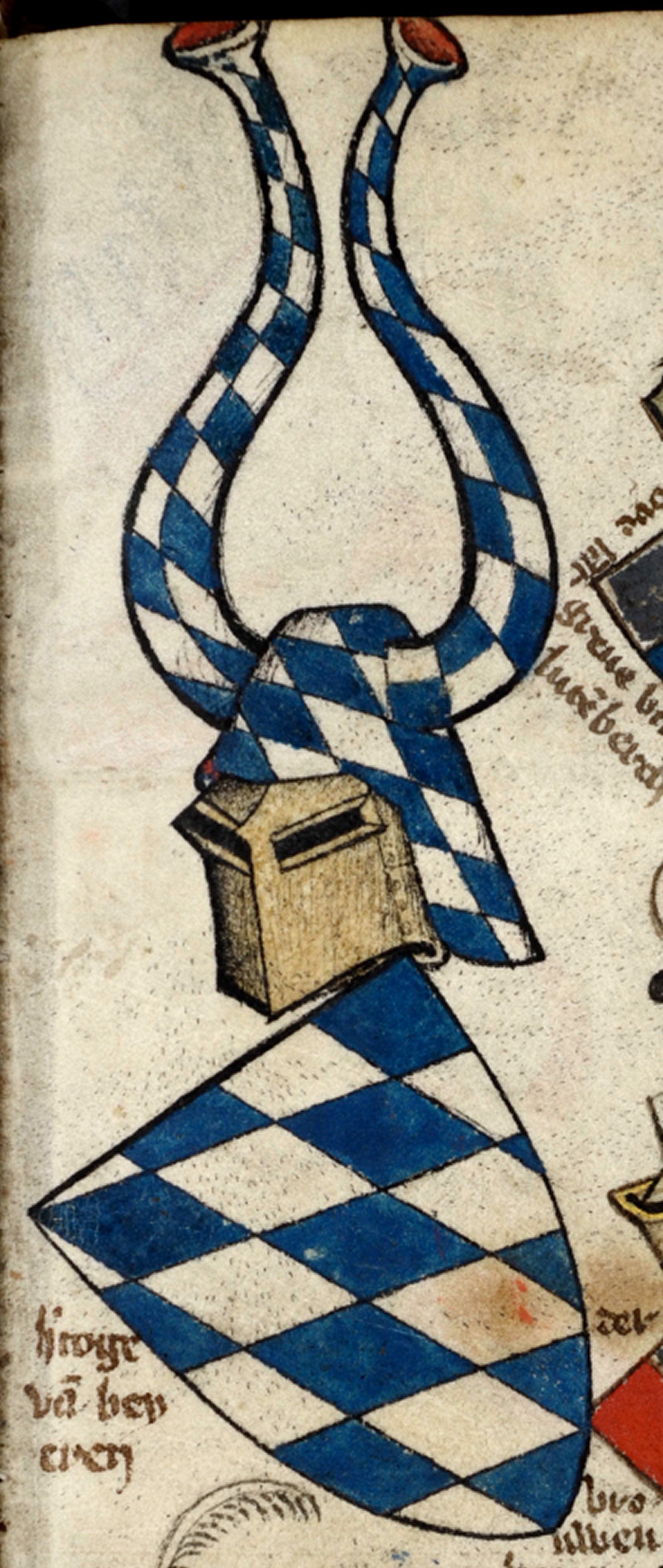
Wappen der Herzöge von Bayern im Armorial Gelre, 1369–1414

Von 1180 bis 1918 stellten die Wittelsbacher die Herrscher Bayerns, zunächst als Herzöge, später als Kurfürsten und Könige. Als 1180 Pfalzgraf Otto VI. von Wittelsbach als Otto I. Herzog von Bayern wurde, war der Eigenbesitz der Wittelsbacher eher gering. Ein Versuch, die 1180 von Bayern losgelöste Steiermark wieder zu erwerben, scheiterte später endgültig durch die Erfolglosigkeit des aus Bayern unterstützten Aufstandes des steirischen Adels im Landsberger Bund gegen Herzog Albrecht I. In der Folgezeit wurde der Besitz der Wittelsbacher aber durch Kauf, Heirat, Erbschaft erheblich erweitert. 1214 wurde dazu Ottos Sohn Ludwig I. von Wittelsbach mit der Pfalzgrafschaft bei Rhein belehnt. Neu erworbenes Land wurde nicht mehr als Lehen vergeben, sondern durch eigene Dienstleute verwaltet. Auch starben in dieser Zeit mächtige Grafengeschlechter, wie die der Grafen von Andechs und von Bogen aus. Als 1248 mit Otto von Meranien die Grafen von Andechs ausstarben, kam der ehemalige südwestliche Landesteil nicht an Bayern zurück, sondern fiel an die Grafen von Tirol. Ludwigs Sohn Otto II. profitierte beim Ausbau seiner Machtposition vom Aussterben anderer Geschlechter, wodurch auch das weiß-blaue Wappen an sein Haus und Bayern kam. Der herzogliche Vorort hatte sich in der Zeit der frühen Herzöge mehrfach verschoben, zunächst unter den ersten beiden Wittelsbachern von Regensburg nach Kelheim und dann bis 1255 nach Landshut.

### Landesteilungen und Kaisertum

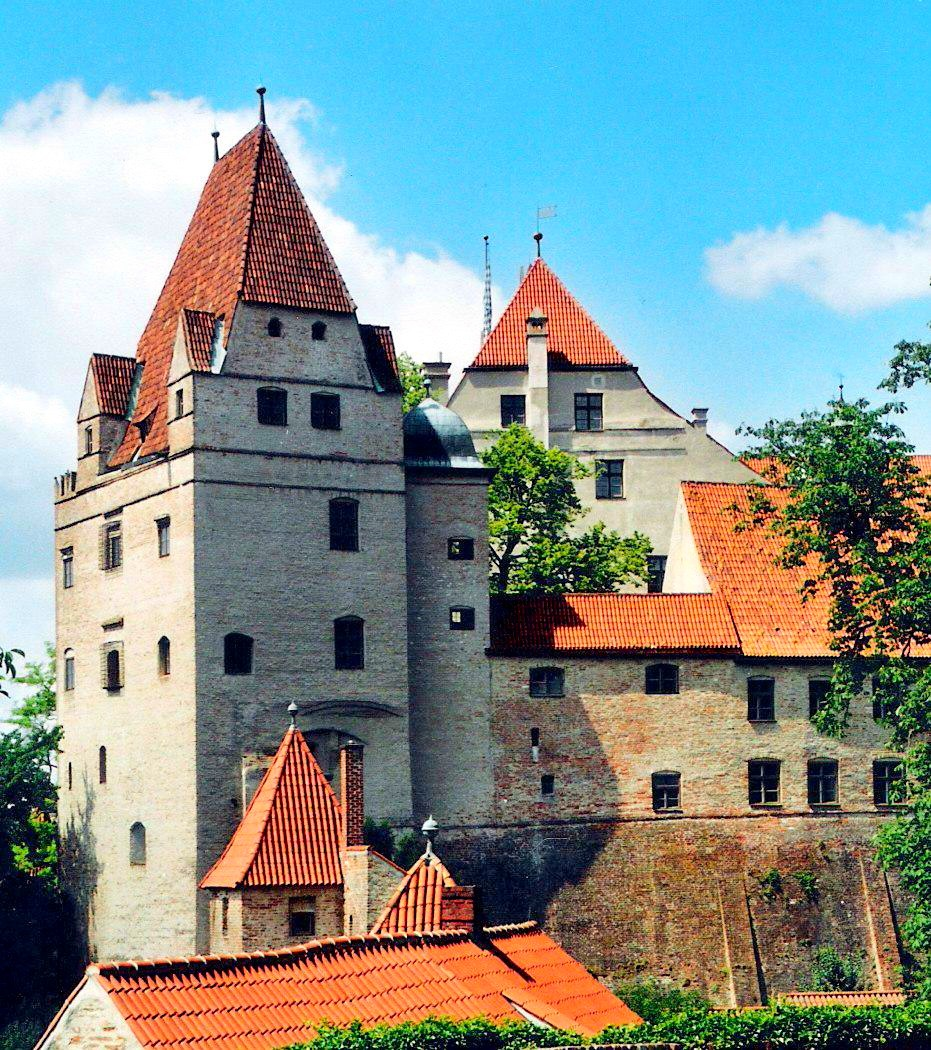
Burg Trausnitz in Landshut

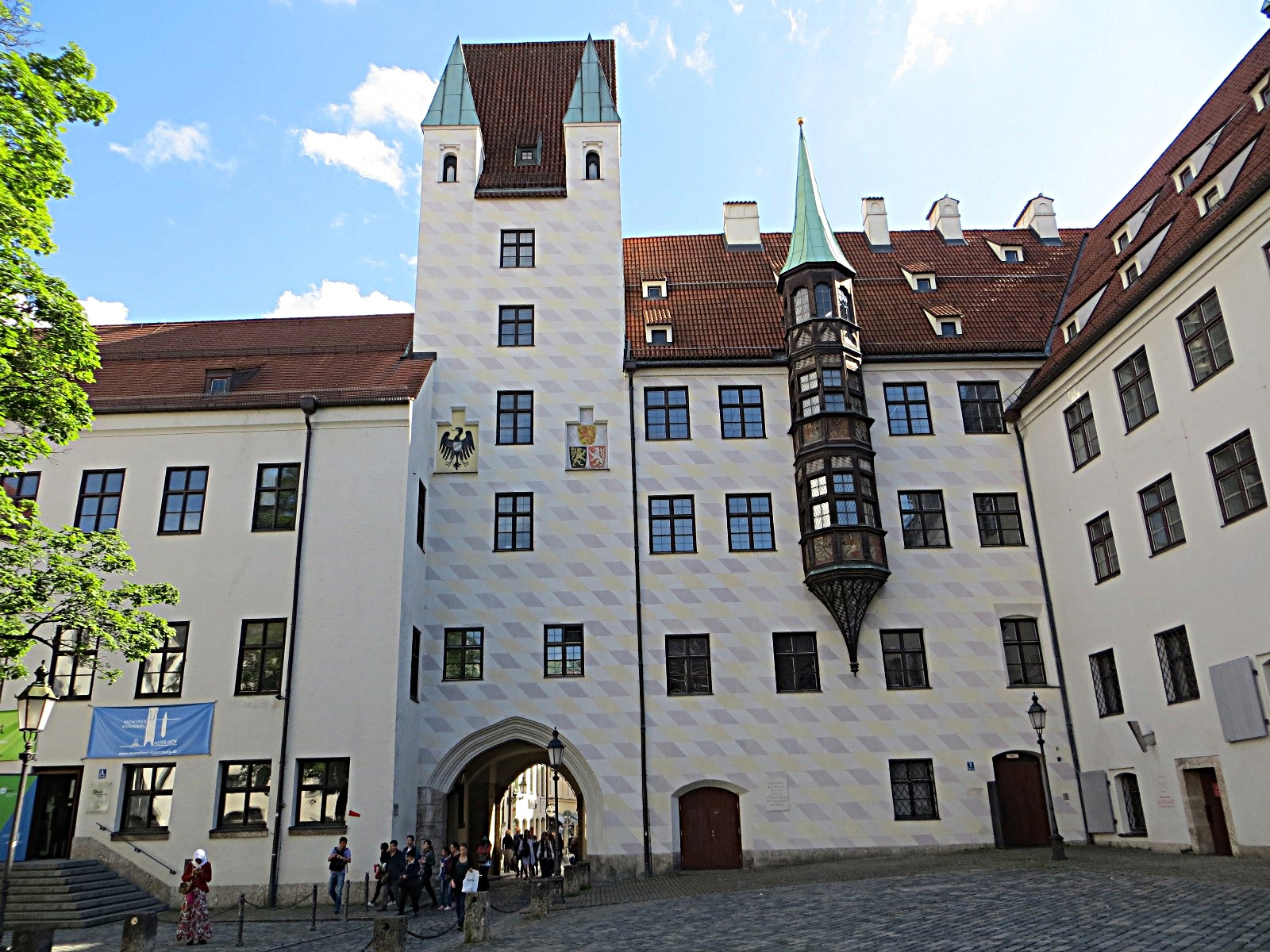
Alter Hof in München

Da es bei den Wittelsbachern wie bei vielen Herrscherhäusern dieser Zeit keine Bevorzugung des Erstgeborenen bei der Erbfolge gab, kam es 1255 zur Teilung in Oberbayern mit dem Nordgau und der Pfalz mit Sitz in München und Heidelberg und Niederbayern mit Sitz in Landshut und Burghausen. Darauf geht noch heute die Unterscheidung von Ober- und Niederbayern (vergleiche Regierungsbezirke) zurück.
Herzog Ludwig der Strenge von Oberbayern profitierte 1268 vom Tode seines Neffen Konradin, erstmals fielen dadurch Gebiete des Herzogtums Schwaben an die Wittelsbacher. Mit der Anerkennung der Grenzen zu Salzburg (im heutigen Rupertiwinkel) durch Ludwigs niederbayerischen Bruder Herzog Heinrich XIII. begann der letzte Abschnitt der Ablösung des Erzbistums Salzburg von Bayern. 1275 wurde Salzburgs westliche Grenze zum Chiemgau durch den niederbayerischen Herzog bestätigt. Als der Salzburger Erzbischof 1328 eine eigene Landesordnung erließ, wurde Salzburg ein weitgehend unabhängiger Staat innerhalb des Heiligen Römischen Reiches. Der Versuch des niederbayerischen Herzogs Otto III. die Steiermark zurückzugewinnen und den Thron Ungarns zu besteigen war nicht erfolgreich. Durch die Schnaitbacher Urkunde und die Ottonische Handfeste gewährten die Wittelsbacher in Ober- und Niederbayern den Landständen wegen finanzieller Schwierigkeiten zu Beginn des 14. Jahrhunderts ihre Rechte.
1340 starben die niederbayerischen Herzöge aus und wurden vom oberbayerischen Herzog Ludwig IV. dem Bayern beerbt. Vor mehreren erneuten Landesteilungen ab 1349 erlangte Bayern mit Ludwig dem Bayern einen neuen Höhepunkt der Macht, als dieser 1314 deutscher König wurde und als erster Wittelsbacher 1328 die Kaiserwürde erhielt. In den 1330er Jahren begann Ludwig eine Intensivierung der Landesherrschaft. Mit dem Oberbayerischen Landrecht von 1346 sollte alles Recht vom Landesherrn ausgehen. Die nunmehr deutsche Kanzleisprache unter Ludwig dem Bayern hatte in der Folge große Bedeutung für die neuhochdeutsche Sprache.
Im Hausvertrag von Pavia von 1329 teilte Kaiser Ludwig den Besitz in die pfälzische Linie seines Bruders Rudolf mit der Rheinpfalz und der später so genannten Oberpfalz und in seine eigene altbaierische Linie auf. Mit der Goldenen Bulle von 1356 ging auch die Kurfürstenwürde bis 1628 für die altbaierische Linie an die Pfalz verloren. Erst 1777 wurden Bayern und Pfalz wieder vereint, als Ludwigs Linie ausstarb.
Das bayerische Erbe Kaiser Ludwigs wurde 1349 im Landsberger Vertrag unter den sechs Söhnen geteilt; Ludwig V. und seine Halbbrüder Ludwig VI. und Otto V. erhielten Oberbayern, Stephan II. und seine Halbbrüder Wilhelm I. und Albrecht I. Niederbayern. Die von Kaiser Ludwig neu hinzugewonnenen Gebiete Brandenburg (1323), Tirol (1342), Holland, Zeeland und Friesland sowie das Hennegau (1345) gingen jedoch unter seinen Nachfolgern wieder verloren. Tirol fiel bereits 1369 mit dem Vertrag von Schärding an die Habsburger, in Brandenburg folgten mit dem Vertrag von Fürstenwalde 1373 die Luxemburger, und die niederländischen Grafschaften fielen erst 1436 an Burgund. Für den Verzicht auf Brandenburg konnten sich die bayerischen Wittelsbacher jedoch Teile der Oberpfalz sichern, die die Pfälzer Linie zuvor an Böhmen gegeben hatte. 1385 erbte Herzog Johann II. mit seiner Gattin, einer Tochter Meinhards VI. von Görz zudem ein Drittel der Grafschaft Görz um den Hauptort Lienz, 1392 verkaufte Johann jedoch den Anspruch auf Görz an die Habsburger.

### Bayerns spätmittelalterliche Teilherzogtümer
Im 14. und 15. Jahrhundert wurden Oberbayern und Niederbayern wiederholt geteilt. Nach der Teilung von 1392 existierten vier Herzogtümer: Niederbayern-Straubing, Niederbayern-Landshut, Oberbayern-Ingolstadt und Oberbayern-München, deren Herzöge nicht selten gegeneinander Krieg führten.

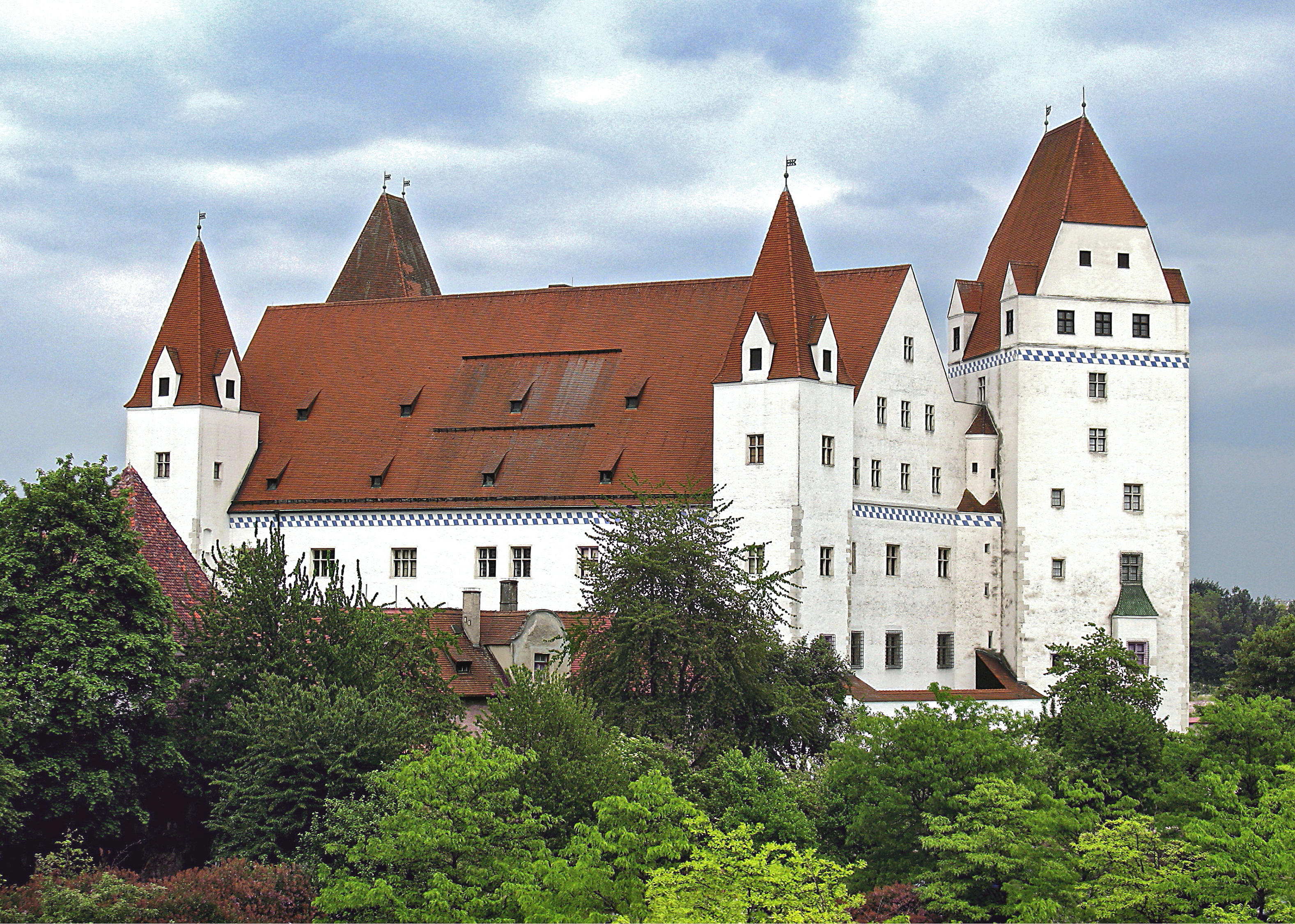
Das Neue Schloss in Ingolstadt

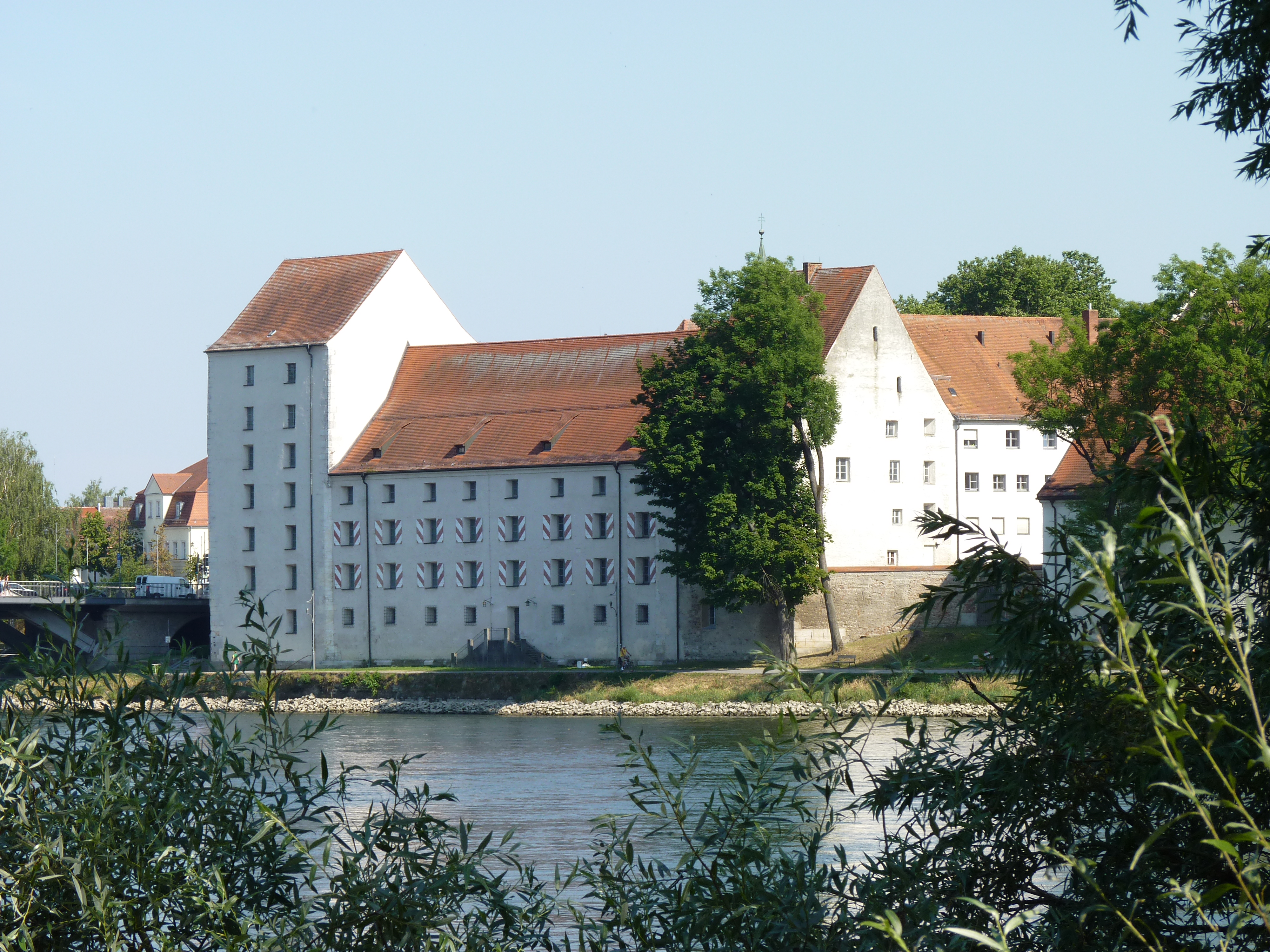
Das Herzogsschloss in Straubing

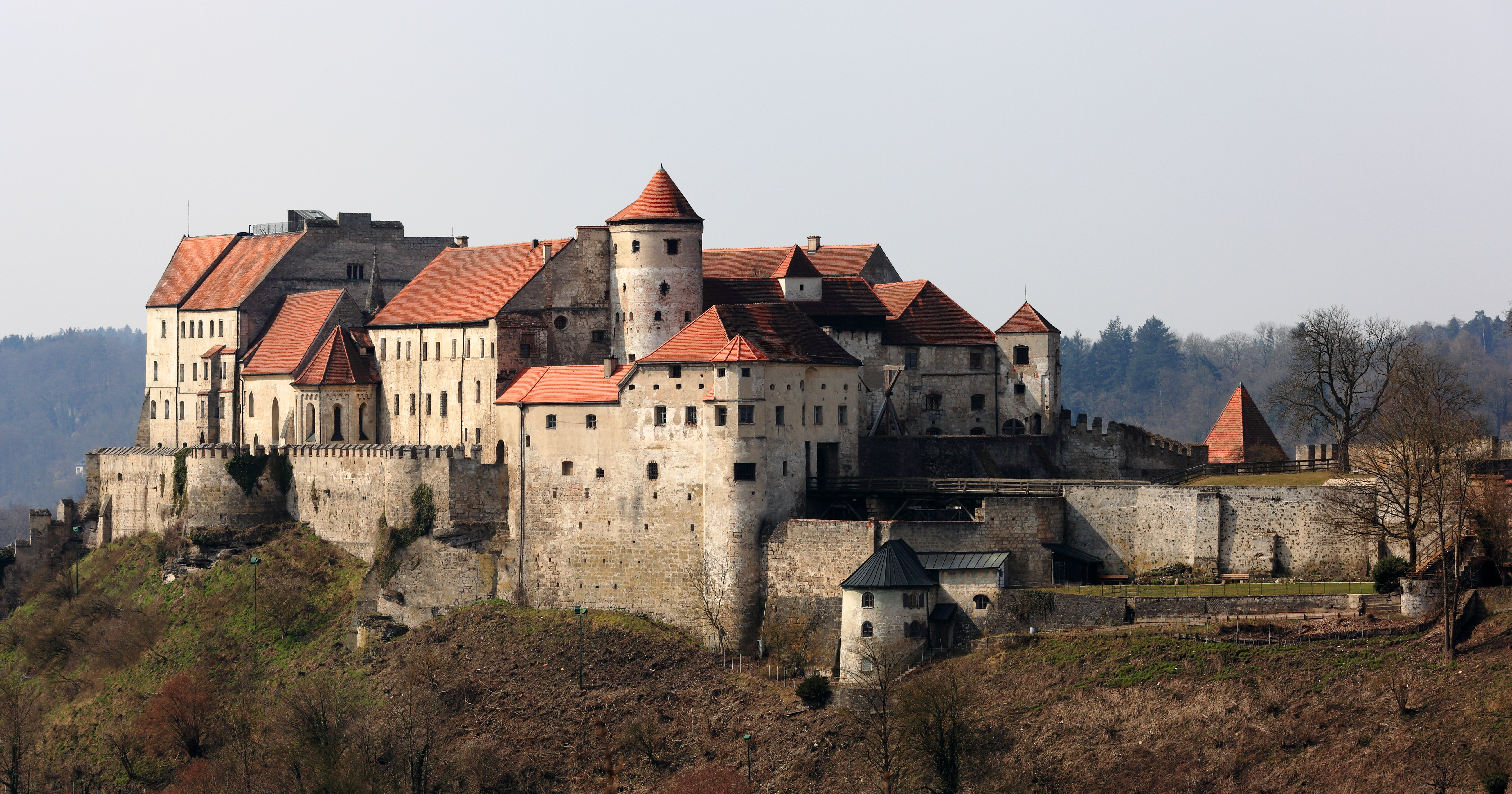
Die Burg zu Burghausen

Die Münchner Herzöge Ernst und Wilhelm III. konnten einen jahrelangen Aufstand in München und den Führungsanspruch ihres Ingolstädter Onkels Stephan III. dem Kneißel von Bayern-Ingolstadt mit Verzicht der Linie Bayern-Ingolstadt auf München 1402 abwehren, der gemeinsame Versuch der Rückgewinnung Tirols durch Unterstützung der dortigen Adelsopposition scheiterte 1410. Die Straubinger Herzöge hielten sich meist fern von Bayern im niederländischen Teil ihres Herzogtums auf. In seiner fast fünfzigjährigen Regierung entwickelte Albrecht I. das Herzogtum Bayern-Straubing-Holland zu einem wichtigen Faktor in der europäischen Politik.
1425 starb mit Johann III. die Straubinger Linie im Mannesstamm aus. Erst 1429 wurde durch den Preßburger Schiedsspruch Niederbayern-Straubing zwischen Ludwig VII. dem Gebarteten von Bayern-Ingolstadt, Heinrich dem Reichen von Bayern-Landshut sowie Ernst und Wilhelm III. von Bayern-München aufgeteilt. Nach dem Tode Ludwig VII. 1447 fiel fast ganz Oberbayern-Ingolstadt an die Landshuter Linie. Zuvor hatte ein jahrzehntelanger Streit zwischen Heinrich und Ludwig zu kriegerischen Auseinandersetzungen geführt, darunter den Bayerischen Krieg von 1420–1422.
1442 wurden die Juden durch den Münchner Herzog Albrecht III. im gesamten Herzogtum vertrieben, und der Landshuter Herzog Ludwig IX. folgte diesem Beispiel dann 1450 und vertrieb die jüdischen Gemeinden vollständig aus seinem Herrschaftsbereich. Während Albrecht kaum politische Initiativen entwickelte und sogar auf die Krone Böhmens verzichtete, war Ludwig in den Bayerischen Krieg von 1459–1463 verwickelt. 1472 gründete er die Universität Ingolstadt, die spätere Ludwig-Maximilians-Universität in München. Der legendäre Reichtum der Landshuter Herzöge beruhte hauptsächlich auf dem Besitz der Bergwerke in den Herrschaften in Reichenhall und mit dem Ingolstädter Erbe auch um Kitzbühel.
Während der römisch-deutsche Kaiser Friedrich III. seit 1477 in einen katastrophal verlaufenden Krieg mit König Matthias Corvinus von Ungarn verwickelt war, gewannen die bayerischen Herzöge aus dem Haus Wittelsbach in Süddeutschland an Macht und Ansehen. Friedrich III. verlor schließlich alle seine Ländereien an den König von Ungarn, musste fast völlig mittellos im Reich umherziehen und sich von Klöstern aushalten lassen. Sein Neffe, Herzog Sigmund von Österreich, verpfändete inzwischen die Grafschaft Tirol an die bayerischen Herzöge und verkaufte ihnen 1487 Vorderösterreich mit Ausnahme von Vorarlberg.
In dieser Situation schritt Kaiser Friedrich III. ein, setzte Sigmund unter Vormundschaft und vertrieb alle wittelsbachisch gesinnten Adligen aus dessen Ländern. Darunter befanden sich einige Herren, die im Burgrecht mit der Eidgenossenschaft standen, z. B. Graf Georg von Sargans und Graf Gaudenz von Matsch, die in der Eidgenossenschaft daraufhin Stimmung gegen Habsburg machten. Um den Wittelsbachern entgegenzutreten, vereinigten sich 1488 auf habsburgische Initiative die süddeutschen Reichsstädte, der in der Adelsgesellschaft des St. Georgenschilds vereinigte süddeutsche Adel, der Graf von Württemberg und die Lande Sigmunds, Vorderösterreich und Tirol, im Schwäbischen Bund. Die Eidgenossen schlugen die Einladung zum Beitritt aus. Der Schwäbische Bund war nun neben der Eidgenossenschaft und dem Herzogtum Bayern die stärkste Macht in Süddeutschland. 1491 schloss die Eidgenossenschaft auf Betreiben Frankreichs einen Freundschafts- und Neutralitätsvertrag mit den Herzögen von Bayern ab.
Während sich der Landshuter Herzog Georg schon zuvor zurückgezogen hatte, stand bei Kaufering das Heer Bayern-Münchens Mitte Mai 1492 den zahlenmäßig überlegenen Truppen des Schwäbischen Bundes gegenüber; 1492 gab der Münchner Herzog Albrecht IV. daraufhin die besetzte Reichsgrafschaft Abensberg und die Stadt Regensburg im Frieden von Augsburg zurück. Kaiser Friedrich III. hatte in der Zwischenzeit seinen Sohn Maximilian 1486 zum deutschen König wählen lassen. Dieser war durch seine Ehe mit Maria von Burgund, der Tochter Karls des Kühnen, in den Besitz der Niederlande und des Herzogtums Burgund gelangt und gewann bedeutend an Macht. 1500 trat Herzog Albrecht selbst dem Schwäbischen Bund bei.

#### Chronologie der Herzöge während der Landesteilungen
Bayern-München ist blau, Bayern-Ingolstadt grün, Bayern-Landshut gelb und Straubing-Holland rot dargestellt.

### Das Ende der Teilungen

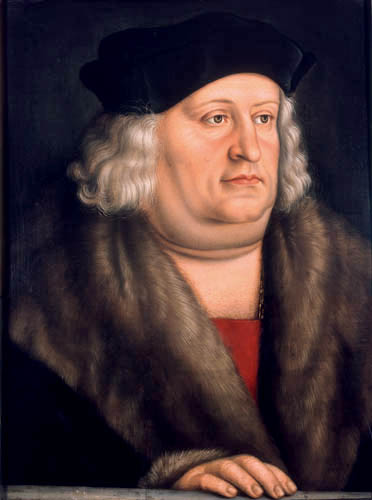
Herzog Albrecht IV.

Herzog Albrecht IV. von Oberbayern-München vereinigte nach dem verheerenden Landshuter Erbfolgekrieg von 1504/05 Altbayern im Jahr 1506 wieder. Durch ein Primogeniturgesetz beendete er die Teilungen. Die Münzreform von 1506 führte nun für das jetzt vereinte Bayern ein einheitliches Münzwesen ein mit der Hauptmünzstätte München. Allerdings gingen 1504 die ursprünglich bayerischen Ämter Kufstein, Kitzbühel und Rattenberg an Tirol verloren. In den drei genannten Gerichtsbezirken galt aber bis in das 19. Jahrhundert weiterhin das Landrecht Ludwigs des Bayern, so dass diese innerhalb Tirols eine juristische Sonderstellung einnahmen. Auch das Gebiet um den Mondsee ging damals an Habsburg verloren. Mit Pfalz-Neuburg entstand aus weiteren Landshuter Gebieten ein unabhängiges Fürstentum.
Die Vitztumsämter wurden 1507 im Zuge einer großen Verwaltungsreform nach dem Landshuter Erbfolgekrieg in Rentämter umgewandelt, die in Bayern neben der Finanzverwaltung auch für juristische, administrative und militärische Aufgaben zuständig waren:
- Rentamt München
- Rentamt Landshut
- Rentamt Straubing
- Rentamt Burghausen

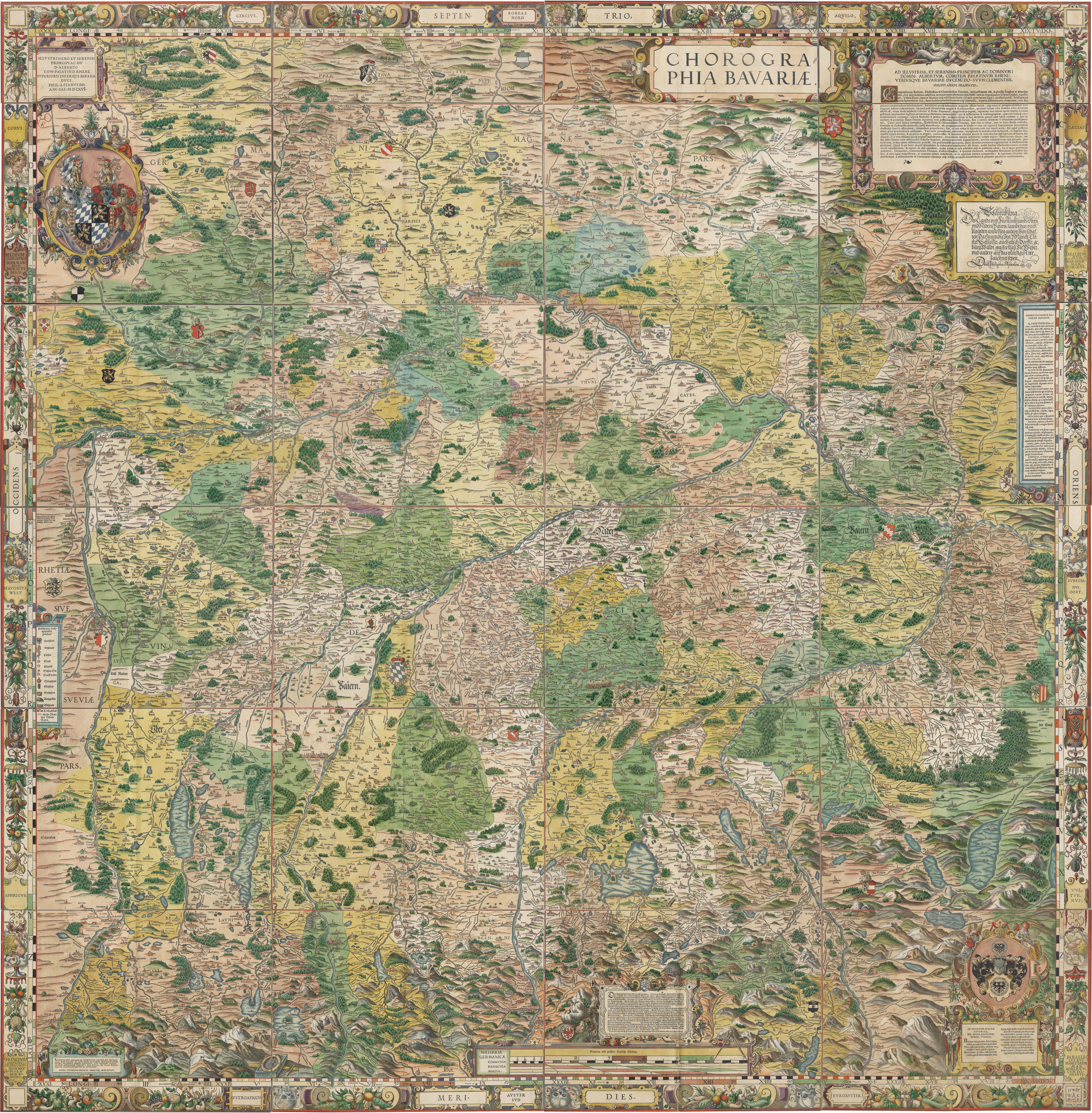
Baiern 1568 auf Apians Landtafeln

Das Herzogtum stand auf dem Reichstag an zweiter Stelle im Reichsfürstenrat, ab 1623 war es im Kurfürstenrat vertreten. Gemäß Reichsmatrikel (1521) stellte es 60 Soldaten zu Pferd und 277 zu Fuß. Es gehörte seit der Gründung im Jahr 1500 zum Bayerischen Reichskreis und stellte meist den Kreisobristen.

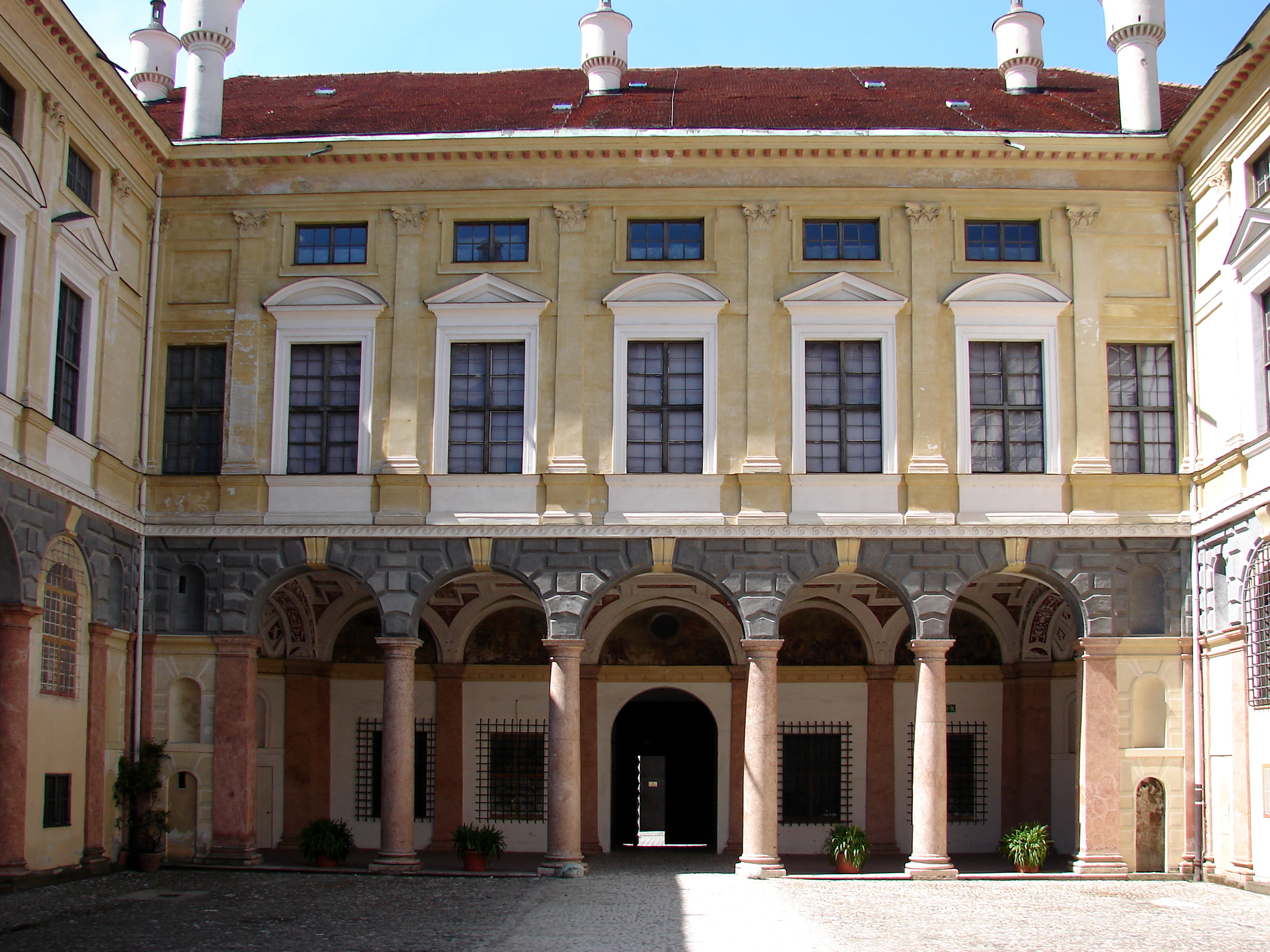
Innenhof der Stadtresidenz Landshut

Nach Albrechts Tod regierte Wilhelm IV. mit seinem jüngeren Bruder Ludwig X. unter einer Aufteilung der Rentämter Bayerns unter den Brüdern, wobei Ludwig Landshut und Straubing regierte. Sein Tod 1545 markierte das endgültige Ende der Landesteilungen des Herzogtums Bayerns.

### Bayern im Zeitalter der Gegenreformation

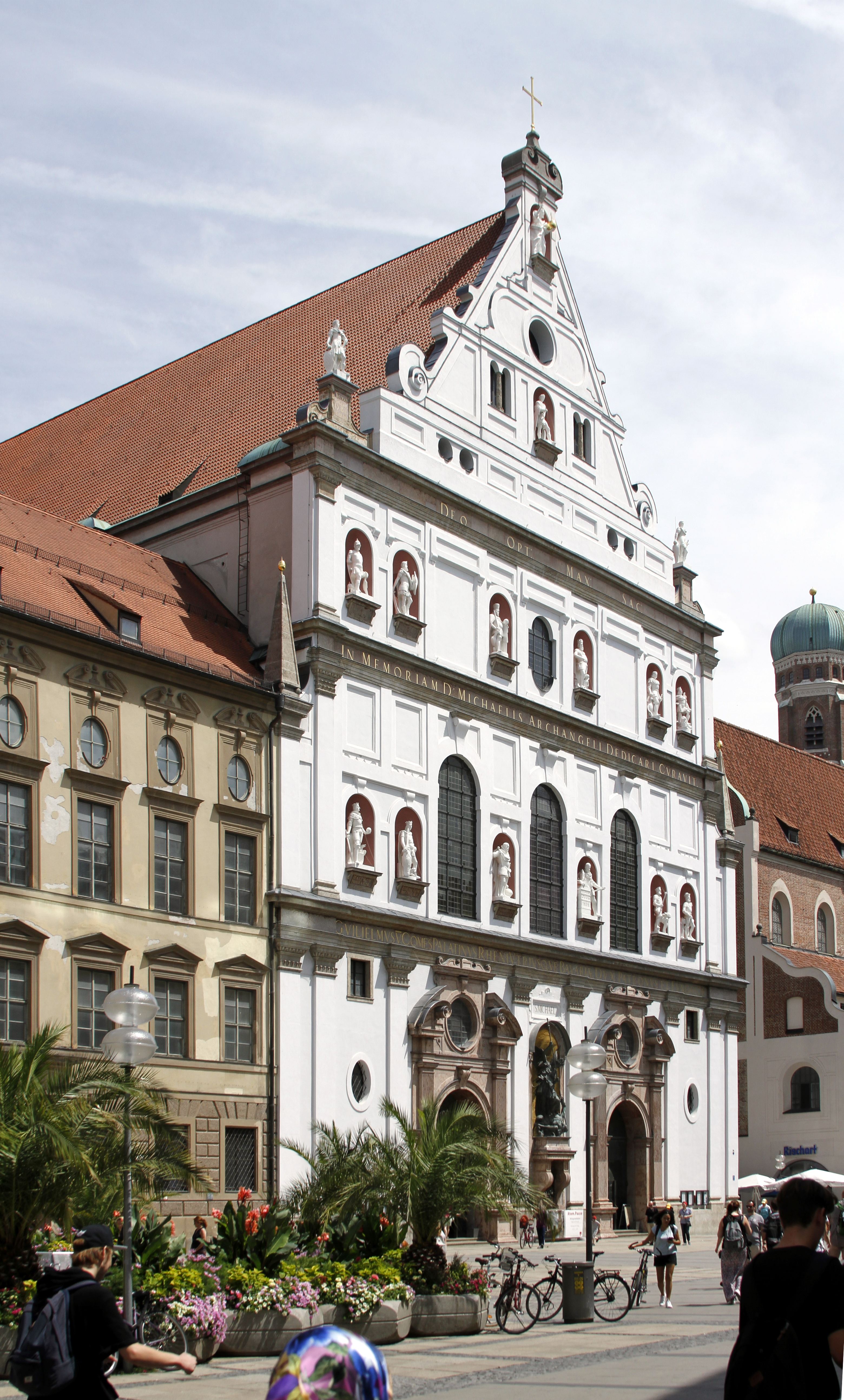
Jesuitenkirche St. Michael mit Kolleg in München

In Altbayern verhinderten die bayerischen Herzöge eine größere Ausbreitung der Reformation. Wilhelm IV. ließ sich bereits 1524 vom Papst durch die Abtretung der Hoheitsrechte über die bayerischen Bischöfe und der Einkünfte der kirchlichen Institute für die Sache des Katholizismus gewinnen und war einer der eifrigsten Gegner der Reformation, die er in seinem Land nicht aufkommen ließ. Er nahm auf Seiten Karls V. am Schmalkaldischen Krieg teil.
Jedoch führten auch in Bayern einzelne Territorialherren wie die Grafen von Ortenburg, Neuburg und von Haag, der Herzog von Pfalz-Neuburg und die Herrschaft Hohenwaldeck das lutherische Bekenntnis ein. Um der weiteren Ausbreitung in Altbayern entgegenzuwirken, führte der bayerische Herzog Albrecht V. 1564 einen Gerichtsprozess gegen die sogenannte Bayerische Adelsverschwörung. In Franken breitete sich die Reformation rasch aus, und auch in Ostschwaben fand sie vor allem in Städten wie Augsburg zahlreiche Anhänger, ebenso in der Oberpfalz, die unter der Herrschaft der protestantischen Kurfürsten der Pfalz stand. 1571 wurden von Herzog Albrecht V. alle Lutheraner des Landes verwiesen. Ab 1542 machten die Jesuiten die 1472 gegründete Landesuniversität Ingolstadt zu einem Zentrum der Gegenreformation. Der Ingolstädter Theologe Johannes Eck war ein bekannter Gegner Martin Luthers.
Wilhelm V. beteiligte sich erfolgreich am Krieg gegen den protestantisch gewordenen Erzbischof von Köln, für fast zweihundert Jahre stellten seither bayerische Prinzen den Kölner Kurfürsten. Ab 1577 wurden die Stände, die für die Bewilligung der Steuern für den Herzog zuständig waren, nicht mehr regelmäßig einberufen. Dies führte Bayern an den Rand des finanziellen Ruins und zur Abdankung des Herzogs.
Wilhelms Sohn Maximilian I. entmachtete die Stände, indem er sie durch einen Beamtenapparat ersetzte, der Verwaltung und Finanzen übernahm. Eine effektive Verwaltung wurde nun aufgebaut, das Rechtswesen wurde weiterentwickelt und es gelang den gänzlich überschuldeten Staatshaushalt zu sanieren. Dennoch förderte der Herzog die Künste. Gleichzeitig führte Maximilian im Rahmen der Gegenreformation ein kirchliches Polizeiregiment ein. Weiterhin wurde ein schlagkräftiges Heer aufgebaut.

### Bayerns Aufstieg zum Kurfürstentum im Dreißigjährigen Krieg
1607 besetzte der Bayernherzog nach der Störung der katholischen Markusprozession durch Protestanten die freie Reichsstadt Donauwörth und verleibte sie seinem Herzogtum ein. Dies war Anlass für die protestantischen Fürsten und Städte, sich unter Führung des calvinistischen Kurfürsten und Wittelsbachers Friedrich von der Pfalz zur Union zusammenzuschließen. Entsprechend schlossen sich 1609 die katholischen Kräfte unter Führung des bayerischen Herzogs Maximilian I. zur Liga zusammen. Der fürstlichen Selbstdarstellung diente der Ausbau der Münchner Residenz in zwei großen Bauetappen 1600 bis etwa 1605 und 1612 bis 1616.

Kurfürst Maximilian I.

Im Jahr 1619 verbündete sich der bayerische Herzog mit Kaiser Ferdinand II. gegen die protestantischen böhmischen Stände und den von ihnen gewählten Gegenkönig, den Pfälzer Kurfürsten Friedrich V. In der Schlacht am Weißen Berge bei Prag besiegten die Truppen der Liga unter Führung des bayerischen Feldherrn Tilly 1620 die Protestanten. Anschließend ließ Tilly die Pfalz besetzen. Als Dank erhielt Maximilian I. 1623 die Pfälzer Kurwürde und 1628 die von ihm besetzte Oberpfalz als Kriegsentschädigung. Im weiteren Verlauf des Dreißigjährigen Krieges wurde Bayern 1632/34 von den Schweden und 1646/1648 von feindlichen Truppen aus Frankreich und Schweden besetzt und verwüstet. Ostschwaben verlor seine bisherige politische Bedeutung durch die Zerstörungen fast völlig. Die Reichsgrafschaft Wiesensteig in Schwaben fiel zu zwei Dritteln 1642 durch Kauf an Bayern und zu einem Drittel an die Fürsten von Fürstenberg, die ihren Anteil 1752 ebenfalls an Kurbayern veräußerten.
Im Westfälischen Frieden von 1648 wurden die Kurfürstenwürde und die Gebietsgewinne Bayerns bestätigt. Seit der Erlangung der Kurwürde durch die Herzöge von Bayern bis zum Erlöschen der bayerischen Kurwürde 1806 wird vom Kurfürstentum Bayern gesprochen, auch wenn das Herzogtum de jure weiterbestand.